# Нецеславиці
Нецеславиці (пол. Nieciesławice) — село в Польщі, у гміні Тучемпи Буського повіту Свентокшиського воєводства.
Населення — 217 осіб (2011).
У 1975-1998 роках село належало до Келецького воєводства.

## Демографія
Демографічна структура на день 31 березня 2011 року:
|          | Загалом | Допрацездатний вік | Працездатний вік | Постпрацездатний вік |
| -------- | ------- | ------------------ | ---------------- | -------------------- |
| Чоловіки | 112     | 22                 | 71               | 19                   |
| Жінки    | 105     | 23                 | 48               | 34                   |
| Разом    | 217     | 45                 | 119              | 53                   |